# Oldřich Otto z Lichtenštejna
Oldřich Otto z Lichtenštejna (německy Ulrich Otto von Liechtenstein, † mezi 12. dubnem 1426 a 19. zářím 1427) byl rakouský šlechtic z rodu Lichtenštejnů, pán na Murau a Dürnsteinu ve Štýrsku a pán na Lichtenštejnu v Dolních Rakousích.

## Původ
Narodill se jako syn Otty VII. z Lichtenštejna († 3. února 1419) a jeho druhé manželky Anežky z Tiersteinu († 11. prosince 1433), dcery hraběte Heřmana II. z Tiersteinu († 1405) a Anežky z Matsche († 1422), dcery hraběta Oldřicha IV. z Matsch-Kirchbergu († 1401), dědičky Kirchbergu, dcery hraběte Viléma I. z Kirchbergu († 1366) a Anežky z Tecku († 1384).

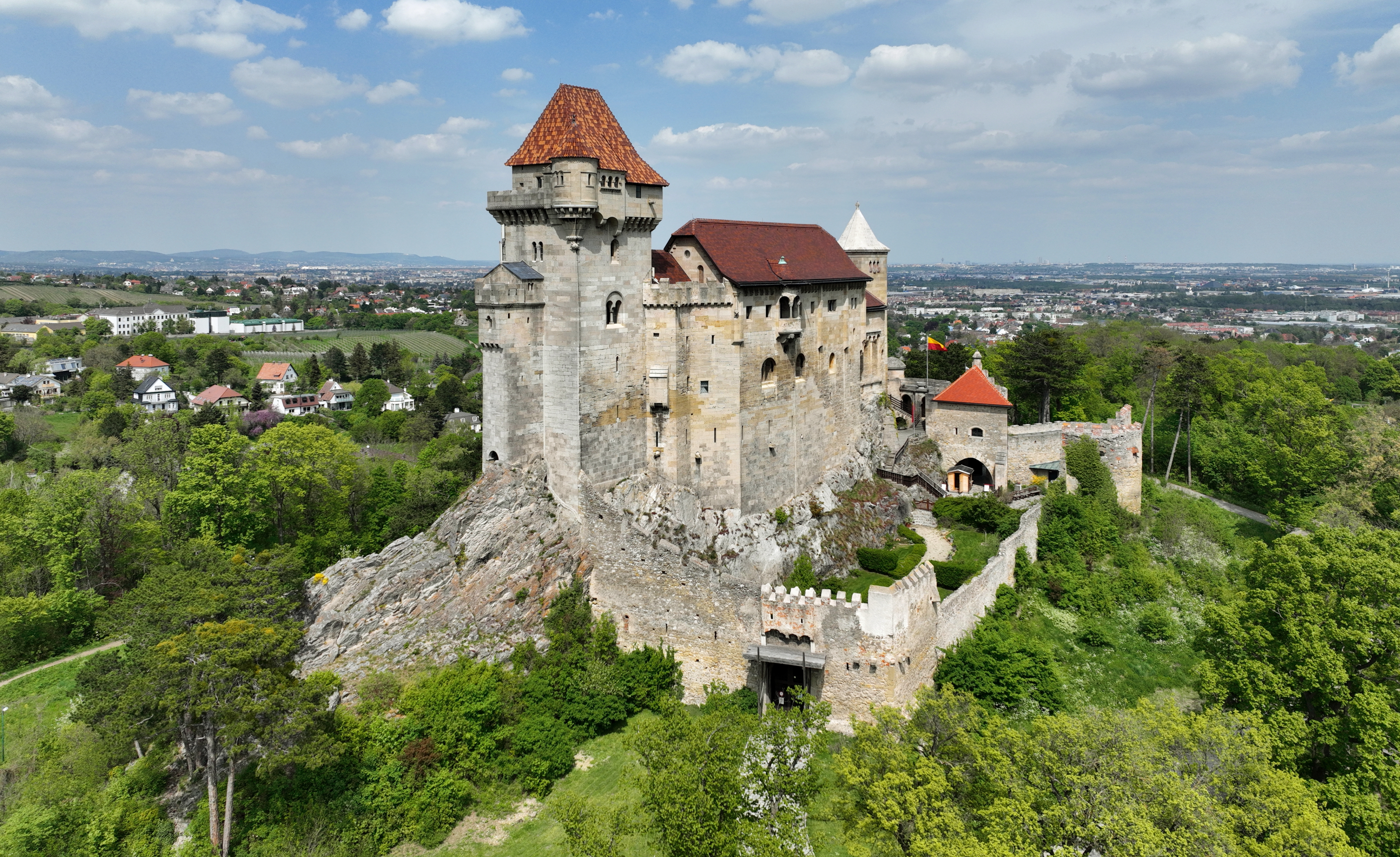
Hrad Liechtenstein

### Manželství a potomstvo
Oldřich Otto z Lichtenštejna se oženil kolem roku 1418 s Barborou z Puchheimu († 4. června 1437), dceru Pilgrama VI z Puchheimu († 1427) a Anny z Wolfurtu (Wolfsrudu). Z jejich manželství se narodil syn a dcera:  
- Mikuláš I. z Lichtenštejna (* kolem roku 1419; † 1499/1500), pán z Murau, Dürnsteinu, Weinburgu, Treffenu a Seltenheimu, maršál Korutanský, v červenci 1444 se oženil s Annou z Stubenbergu († 24. června 1479), dceru hraběte Jakuba z Stubenbergu-Kapfenberg († 1434/1435) a Barbory von Eberstorf († po 1419).
- Helena z Lichtenštejna-Murau († po 1469), provdaná asi v roce 1442 za svobodného pána Albrechta z Pottendorffu († po roce 1465), syn Hanuše z Pottendorfu († 1404/1412) a Markéty ze Stubenbergu († po 1430).